# COROT-7
COROT-7 – gwiazda należąca do ciągu głównego, położona w gwiazdozbiorze Jednorożca, nieco mniejsza i chłodniejsza od Słońca, odległa od Układu Słonecznego o około 490 lat świetlnych.
W roku 2009 odkryto metodą obserwacji tranzytu krążące wokół gwiazdy dwie planety typu superziemia: COROT-7 b i COROT-7 c.